# Богданов Анатолій Іванович
Анато́лій Іва́нович Богда́нов (нар. 1 січня 1931, Ленінград — 30 вересня 2001, Москва) — радянський дворазовий олімпійський чемпіон, багаторазовий чемпіон світу, Європи і СРСР з кульовій стрільбі у гвинтівкових вправах. Заслужений майстер спорту СРСР (1952).

## Біографія
Анатолій Іванович виріс у дитячому будинку, який знаходився у блокадному Ленінграді. Прізвища дитини ніхто не знав, через що вирішили назвати Богдановим — від «рос. Богом дан».
Завдячуючи своїй наполегливості у роки Німецько-радянської війни він став юнгою на катері, а у кінці війни — учнем-тромбоністом у військовому оркестрі. Став солістом, тяжко захворів, вийшов зі складу оркестру, а потім демобілізувався.
Протягом навчання у ремісничому училищі став виступати за команду «Трудові резерви» (Ленінград) (у період 1947—1949), першим тренером став Ілля Рафаїлович Іохельсон.
Згодом виступав за команди «Трудові резерви» (Москва) (1949—1951), Збройні сили (Московська обл.) з 1951 року, «ЦСКА» (Москва) з 1963 року.
Вирішив піти зі спорту, поступив до Військово-політичної академії імені В. І. Леніна на філософський факультет. Під час навчання серйозно захопився стрільбою з лука і незабаром став чемпіоном збройних сил у цьому виді спорту. Потім Анатолій Іванович Богданов став викладачем Московського вищого загальновійськового командного училища, а пізніше — старшим викладачем Військової академії хімічного захисту ім. Тимошенко.
У Гельсінкі розпочався тріумфальний, на жаль, короткий шлях Анатолія Богданова, який брав участь у двох Олімпіадах і обидва рази переміг, а на своєму єдиному чемпіонаті світу 1954 року у Венесуелі став шестиразовим чемпіоном. Свою активну стрілецьку кар'єру він закінчив у віці 28 років у 1959 році, блискуче перемігши на Чемпіонаті Європи, вигравши чотири золотих медалі з чотирьох можливих і встановив світовий рекорд. Головною причиною стало те, що він був дуже незалежною людиною, про все мав свою думку, яка не завжди збігалась із думкою керівництва. Намагаючись зламати Богданова, стрілецькі керівники СРСР не включили його в збірну команду на чемпіонат світу 1958 року у Москві і в його улюбленому 3х40 на триста метрів збірна СРСР залишилась без медалей.
Автор книг «Бачу ціль» (рос. Вижу цель), «Спеціальна підготовка стрільця з лука».(рос. Специальная подготовка стрелка из лука)

## Досягнення
- Чемпіон Олімпійських ігор 1952 року у вправі 3х40 пострілів з довільної гвинтівки (1123 бали)
- Чемпіон Олімпійських ігор 1956 року у вправі 3х40 пострілів з малокаліберної гвинтівки (1172 балів Олімпійський рекорд)
- Чемпіон світу 1954 року
  - у стрільбі з малокаліберної гвинтівки
  - у вправі 3х40 пострілів з малокаліберної гвинтівки (1174 бали)
  - у вправі 40 пострілів з коліна з малокаліберної гвинтівки (396 балів)
  - у вправі 40 пострілів стоячи з малокаліберної гвинтівки (380 балів)
  - у вправі 3х40 пострілів з довільної гвинтівки (1133 бали)
  - у вправі 40 пострілів лежачи з довільної гвинтівки (391 бал)
  - у вправі 40 пострілів з коліна з довільної гвинтівки (380 балів)
- Чемпіон Європи 1955 року у вправі 3х40 пострілів з довільної гвинтівки (1139 балів)
- Чемпіон Європи 1959 року
  - у вправі 3х40 пострілів з довільної гвинтівки (1145 балів)
  - у вправі 40 пострілів лежачи з довільної гвинтівки (394 бали)
  - у вправі 40 пострілів з коліна з довільної гвинтівки (384 бали)
  - у вправі 40 пострілів стоячи з довільної гвинтівки (367 балів)
- Срібний призер чемпіонату світу (1954)
- Бронзовий призер чемпіонату світу (1954)
- Срібний призер чемпіонату Європи (1955)
- Бронзовий призер чемпіонату Європи (1955)
- Багаторазовий чемпіон СРСР
- Рекордсмен світу 1954—1959
  - світовий рекорд у вправі 3х40 пострілів з довільної гвинтівки 1133 бали (1954)
  - світовий рекорд у вправі 3х40 пострілів з довільної гвинтівки 1139 балів (1955)
  - світовий рекорд у вправі 3х40 пострілів з довільної гвинтівки 1145 балів (1959)

## Нагороди
У 1957 році нагороджений орденом Леніна.